# Adiantum baenitzii
Adiantum baenitzii là một loài dương xỉ trong họ Pteridaceae. Loài này được Rosenst. mô tả khoa học đầu tiên năm 1908.